# Champions Trophy de hockey sobre césped femenino de 1991
El Champions Trophy de hockey femenino 1991 fue la tercera edición del torneo. Se llevó a cabo entre el 13 y 21 de septiembre de 1991 en Berlín, Alemania.

## Equipos participantes
- Alemania
- España
- Países Bajos
- China
- Australia
- Corea del Sur

## Tabla de posiciones
| Pos | Equipo        | J | G | E | P | GF | GC | D/G | Pts |
| --- | ------------- | - | - | - | - | -- | -- | --- | --- |
|     | Australia     | 5 | 4 | 1 | 0 | 10 | 4  | +6  | 9   |
|     | Alemania      | 5 | 3 | 2 | 0 | 9  | 3  | +6  | 8   |
|     | Países Bajos  | 5 | 2 | 2 | 1 | 7  | 5  | +2  | 6   |
| 4   | España        | 5 | 1 | 1 | 3 | 7  | 12 | -5  | 3   |
| 5   | China         | 5 | 0 | 2 | 3 | 6  | 9  | -3  | 3   |
| 6   | Corea del Sur | 5 | 1 | 0 | 4 | 6  | 12 | -6  | 2   |